# ديدييه مورينو
ديدييه مورينو (بالإسبانية: Didier Moreno)‏ (15 سبتمبر 1991 في كولومبيا - ) هو لاعب كرة قدم كولومبي في مركز الوسط. شارك مع منتخب كولومبيا تحت 20 سنة لكرة القدم. أما مع النوادي، فقد لعب مع أتليتيكو هويلا وأمريكا دي كالي وإنديبندينتي ميديلين وإنديبنديينتي سانتا في وديبورتيفو لاكورونيا.

## وصلات خارجية
- ديدييه مورينو على موقع الاتحاد الدولي (مؤرشف)  (الإنجليزية)
- ديدييه مورينو على موقع قاعدة بيانات كرة القدم.إي يو (الإنجليزية)
- ديدييه مورينو على موقع ناشيونال فوتبول تيمز (الإنجليزية)
- ديدييه مورينو على موقع Soccerway.com (الإنجليزية)
- ديدييه مورينو على موقع AS.com (الإسبانية)